# NGC 83
NGC 83 är en elliptisk galax i stjärnbilden Andromeda. Den upptäcktes den 17 augusti 1828 av John Herschel. 